# Quảng Ngãi (provincie)
Quảng Ngãi is een provincie van Vietnam.
Quảng Ngãi telt 1.190.006 inwoners op een oppervlakte van 5856 km².
In 2009 is de eerste olieraffinaderij van Vietnam in gebruik genomen. Deze raffinaderij is gebouwd waardoor Vietnam zichzelf kan voorzien van brandstof. De raffinaderij is gebouwd in Dung Quat Bay.

## Districten
Quảng Ngãi is onderverdeeld in dertien districten:
- Ba Tơ
- Bình Sơn
- Đức Phổ
- Lý Sơn
- Minh Long
- Mộ Đức
- Nghĩa Hành
- Sơn Hà
- Sơn Tây
- Sơn Tịnh
- Tây Trà
- Trà Bồng
- Tư Nghĩa

## Geboren
- Trần Đức Lương (1937-2025), president van Vietnam (1997-2006)